# Jesús Gasca
Jesús Gasca Fresneda (ur. 27 stycznia 1994) – hiszpański zapaśnik walczący w stylu klasycznym. Zajął 28. miejsce na mistrzostwach świata w 2019. Siedemnasty na mistrzostwach Europy w 2017. Mistrz śródziemnomorski w 2016, a drugi w 2015 roku.